# 大船建造の禁
大船建造の禁（おおぶねけんぞうのきん）とは、江戸時代初期に出された大名統制法令の一つである。

## 概要

### 慶長14年9月の大船没収令
大船建造の禁令が制定されたのは、江戸幕府が創設されて間もない慶長14年（1609年）9月であり、将軍は第2代将軍・徳川秀忠（ただし、実質的に計画したのは初代将軍で当時は大御所の地位にあった徳川家康）である。
この禁令は秀忠側の触状に家康側が添状を付けて補完する形で2度発令されて西国大名に向けられたものであり、500石（こく）積み以上の軍船と商船を没収し、水軍力を制限した。『当代記』には近年、西国大名等が大船を建造し、有事の際には大軍を率いて上洛することを懸念し、駿府（家康）から破却命令が下ったとある。
ただし、対象は沿岸航行を基本とする和船についてであり、軍船に転用可能な商船も対象としていたが、一方500石以上の船格であっても外洋航行を前提とする朱印船は除外されている 。　

#### 対象
対象とされた大名と船舶は次の通り。
- 池田輝政（播磨、姫路） 大安宅船1隻（紀伊丸）
- 毛利秀就（長門、萩）
- 蜂須賀至鎮（阿波、徳島） 安宅船2隻
- 生駒一正（讃岐、高松）
- 富田信高（伊予、宇和島）
- 加藤嘉明（伊予、松山）
- 山内康豊（土佐、高知）
- 細川忠興（豊前、小倉）
- 稲葉典通（豊後、臼杵） 1隻（大船）
- 黒田長政（筑前、福岡） 1隻（伊勢丸）
- 寺沢広高（肥前、唐津） 1隻（18端程度の船）
- 鍋島勝茂（肥前、佐賀） 安宅船（隻数不明 、伊勢船）
- 島津家久（薩摩、鹿児島） 該当船なし

西国大名の大船は淡路国岩屋に集められ、九鬼守隆が請取役、向井忠勝と久永重勝が検使を務めた。大船の内、蜂須賀と稲葉の大船は守隆に与えられ、黒田の大船は山田奉行長野友秀に預けられ伊勢国白子に係留された。また池田の大船は大きすぎて動かせず、播磨国にそのまま係留され、後の元和3年（1617年）に本多忠政が姫路藩に転封した時も継承された。その他は江戸や駿河国か三河国に回航された。

#### 告発
1625年（寛永2年）に小浜光隆は福岡藩の黒田忠之を禁令違反で告発した。これは鳳凰丸のことであり、検使が派遣されて500石以下であることが証明され、処罰はなかった。

### 寛永12年の大船建造禁止令
1635年（寛永12年）6月、武家諸法度が改定され、その第17条で500石積み以上の船が全国的に禁止された。この制限には商船や航洋船は含まれなかったが、立法趣旨が細かく伝わらなかったため、間違って商船が制限されたケースもあった。

### 寛永15年の大船建造禁止令
寛永12年令の施行に混乱が見られたため、寛永15年の改訂で制限対象が軍船であることが明確にされた。このように安宅船に代表される内航型の大型軍船は廃止され、（諸藩による運用船を含む）内航型と外航型の商船は許容された。

### 以後の法令
以後も武家諸法度は改正され、大船制限は変容していった。
- 1635年（寛永12年）、「五百石以上ノ船、停止ノ事」
- 1663年（寛文2年）、「五百石以上之船停止之、但荷船者制外事」
- 1683年（天和3年）、「荷船之外、大船は如先規停止之事」
- 1710年（宝永7年）、「荷船之外、五百斛以上の大船を造るへかさる事」

### 問題点
江戸時代初期は商業が未発達だったため、この禁令はまだ良かった。しかし中期になると商業が発達し、さらに多くの航路も開発されたため、船による輸送が極めて重要となった。このため幕府も商船に関しては規制を撤回し、内航船である弁才船が海運の主流となる（なお前述のように、武家諸法度における規制が商船に及ばないことは家光の時代にほぼ最初から書かれていたわけで、普通は家光の時代を江戸中期とは言わない。しかしここで書かれているように一般には「中期になると……規制を撤回し」という問題があったという認識がされている）。
一方、西国大名を始めとした水軍力低下に対する大船建造の禁の影響は、実際には少ない。大大名でも五百石より上の軍船は1・2艘しか保有しておらず、また五百石までの安宅船も引き続き保有を認められた。その後、安宅船は機動性が悪いことから廃れ、参勤交代の際に大名が使った御座船を始め関船主力の時代になる。水軍はその後の泰平の世と財政難により、削減の一途を辿ることになる。
大船建造の禁は先述のように軍用に転用可能な沿岸船を対象としたものだが、その後の鎖国政策と同一視され、自然と西洋船の建造禁令含むものと解釈されるようになる。これが事実ではないことは、幕府自身が西洋船の艤装を含む三国丸建造を行い、松平定信による沖乗船構想に西洋船が含まれたことからも窺える。しかし幕末には既に、幕閣の間にも同一視がみられる。

### 禁令の廃止
江戸時代後期になると、日本沿岸にアメリカ・イギリス・ロシアなど西欧諸国の軍船が現れて幕府や諸藩の脅威となる。しかし水軍は当時殆ど戦力として期待できず、対処する方法が無かった。
天保の改革が始まると、老中の真田幸貫に対して佐久間象山が大船建造の禁令撤廃と西洋式水軍力の強化を提言している。水戸藩主・徳川斉昭なども老中首座・阿部正弘に対して禁令の撤廃を求めたりしている。
嘉永6年（1853年）6月にアメリカのマシュー・ペリーが来航（黒船来航）して一気に世情不安が高まると、阿部正弘も幕府水軍（海軍）の創設・強化の必要性を悟り、安政の改革の一環として禁令を撤廃した。これにより幕府をはじめ、薩摩藩や宇和島藩・佐賀藩・水戸藩などの雄藩では西洋式の海軍が創設されていくようになる。
ただし嘉永の禁令撤廃はあくまで軍船を重要視したものであり、商人が西洋商船を所有するのを許されるようになるのは、文久元年（1861年）のことであった。